# Comisión de la Condición Jurídica y Social de la Mujer
La Comisión de la Condición Jurídica y Social de la Mujer (CSW o UNCSW en sus siglas en inglés United Nations Commission on the Status of Women) es una comisión funcional del Consejo Económico y Social de las Naciones Unidas (ECOSOC), uno de los órganos de ONU principales dentro de las Naciones Unidas. Cada año, las representantes de los Estados miembro se reúnen en la Sede de Naciones Unidas en Nueva York (Estados Unidos) para evaluar el progreso en igualdad de género, identificar desafíos, establecer normas globales y formular políticas concretas que permitan promover la igualdad de género y los derechos de las mujeres en todo el mundo. Las agencias de la ONU han seguido activamente sus mandatos para acercar a las mujeres al desarrollo de programas y enfoques así como a las conferencias. Participan en la reuniones preparatorias, en el diseño de la estrategia, celebran reuniones de grupo, crean red sobre los temas del programa que se están tratando en los diferentes comités y trabajan como grupos de presión informados en las propias conferencias. La CSW es una de las comisiones de la ONU que no limita participación sólo a los estados. Por ejemplo, también se permite a las ONG participar en sesiones de la Comisión, atendiendo a reuniones y debates y organizando sus propias actividades paralelas. Esto es particularmente importante en territorios disputados como Taiwán, que no es un miembro de la ONU. En los últimos años, ONG de Taiwán (como la Alianza Nacional de las Asociaciones de Mujeres de Taiwán) han podido participar en las sesiones de la CSW. La Comisión consta de una representante de cada uno de los 45 Estados miembro elegida por el Consejo sobre la base de una distribución geográfica equitativa: trece miembros de África; once de Asia; nueve de Latinoamérica y Caribe; ocho de Europa Occidental y otros Estados y cuatro de Europa Oriental. Los miembros son elegidos por un periodo de cuatro años. Entre sus actividades, la CSW redactó varios convenios y declaraciones, incluyendo la Declaración sobre la eliminación de la discriminación contra la mujer en 1967 y creando agencias cuyo foco está en las mujeres, como UNIFEM e INSTRAW. El tema prioritario de la Comisión para su 57.ª sesión en marzo de 2013 fue la eliminación y prevención de todas las formas de violencia contra mujeres y niñas.

## La agencia
La Agencia de la Comisión juega una función importante en guiar una preparación apropiada para asegurarse de que las sesiones anuales de la CSW sean un éxito. Los miembros de agencia están durante dos años.

## Estados miembros
Actualmente la Comisión está conformada por representantes de 45 Estados miembros, que también son miembros de las Naciones Unidas. Cada estado tiene un representante dentro de la Comisión, que es elegido por el ECOSOC y se hace de manera que tenga una distribución geográfica equitativa, el mandato tiene una duración de cuatro años: 
- 13 miembros de África.
- 11 miembros de Asia.
- 9 miembros de América Latina.
- 8 miembros de Europa occidental y otros estados.
- 4 miembros de Europa oriental.[5]

## Historia
El 21 de junio de 1946 se creó la Subcomisión sobre la Condición Jurídica y Social de las Mujeres que pasó a depender de la Comisión de Derechos Humanos presidida por Eleanor Roosevelt. La mayor parte de las integrantes de la subcomisión estaban involucradas en organizaciones internacionales de mujeres. Fue integrada por la danesa Bodil Begtrup que la presidió, la libanesa Angela Jurdak, la india Rani Amrit Kaur, la chilena Gabriela Mistral, la francesa Andrée Viénot, la china Wu Yi-fang y la dominicana Minerva Bernardino. Pronto sin embargo Begtrup con el apoyo de Bernardino y otras delegadas logró que el Consejo Económico y Social adoptara una resolución para convertirla en una comisión independiente por lo que sus informes y recomendaciones irían directamente al ECOSOC y podrían determinar su calendario y agenda.
La CSW fue establecida en 1946 como mecanismo para promover, informar y controlar problemas relacionados con los derechos políticos, económicos, civiles, sociales y educativos de las mujeres. Era una estructura oficial única que dirigía la atención hacia las preocupaciones y el liderazgo de las mujeres dentro de la ONU. La Comisión fue presentada por primera vez en Lake Success, Nueva York, en febrero de 1947. Las representantes de los 15 gobiernos eran mujeres que, separada de otros movimientos de ONU y a través de la historia, continúa manteniendo una mayoría de delegadas mujeres. Durante su primera sesión, la Comisión declaró como uno de sus principios:
elevar la condición de la mujer, independientemente de su nacionalidad, raza, idioma o religión, a la igualdad con los hombres en todos los ámbitos de la actividad humana, y eliminar todo tipo de discriminación contra la mujer en las disposiciones de la legislación, en las máximas legales o normas, o en la interpretación de la ley consuetudinaria.
Una de sus primeras tareas fue contribuir en la redacción de la Declaración Universal de los Derechos Humanos. Los miembros de la Comisión introdujeron la perspectiva de género con un lenguaje inclusivo, modificando el uso de referencias a “hombres” como sinónimo de la humanidad así como frases del tipo “los hombres somos hermanos”. Recibieron resistencia por parte de los miembros de la Comisión de Derechos Humanos, pero consiguieron introducir esos nuevos usos.

### Quince miembros originales de la Comisión
- Jessie Mary Grey Street, Australia
- Evdokia Uralova, República Socialista Soviética de Bielorrusia
- Zee Yuh-tsung (徐亦蓁; conocida en inglés con el nombre de su marido: Mrs. Waysung New), China (en esa época: la República)
- Graciela Morales F. de Echeverría, Costa Rica
- Bodil Begtrup, Dinamarca
- Marie-Hélène Lefaucheux, Francia
- Sara Basterrechea Ramírez, Guatemala
- Shareefah Hamid Ali, India
- Amalia González de Castillo Ledón, México
- Alice Kandalft Cosma, Siria
- Mihri Pektas, Turquía
- Elizavieta Alekseevna Popova, Unión de Repúblicas Socialistas Soviéticas
- Mary Sutherland, Reino Unido
- Dorothy Kenyon, Estados Unidos
- Isabel Sánchez de Urdaneta, Venezuela